# Bali-seregély

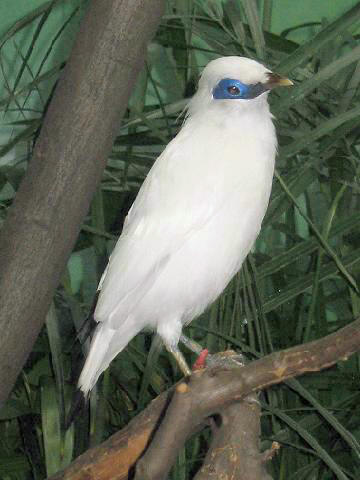

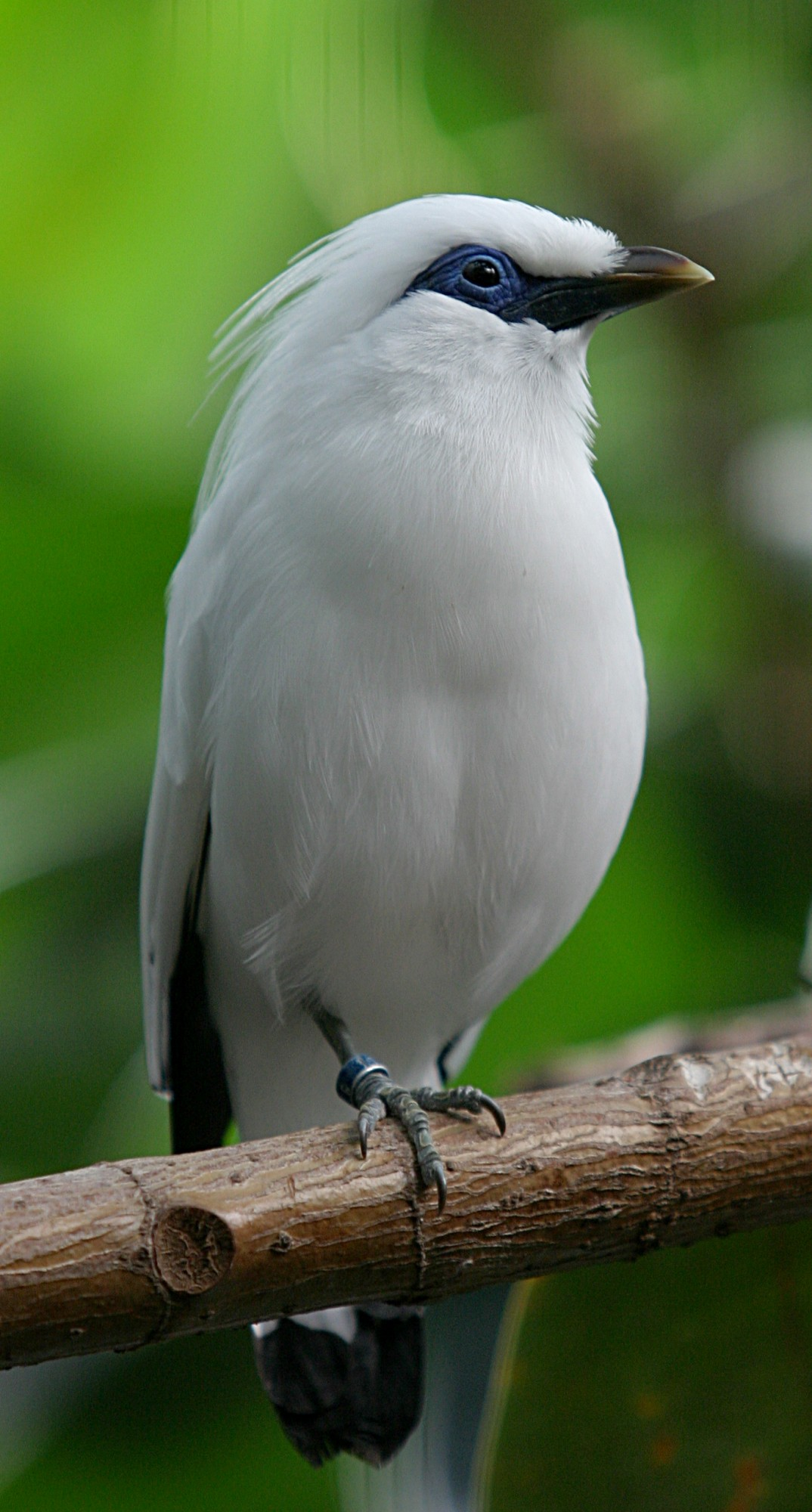
Bali-seregély a milwaukee-i állatkertben

A Bali-seregély vagy bali seregély (Leucopsar rothschildi)  a madarak osztályának verébalakúak (Passeriformes) rendjébe és a seregélyfélék (Sturnidae) családjába tartozó Leucospar nem egyetlen faja.
Kizárólag Bali szigetén élő, mára rendkívül veszélyeztetetté vált faj. Helyi balinéz neve „kedis putih”, mely fehér madarat jelent.

## Rendszertani besorolása
A Bali-seregélyt 1910-ben fedezte fel Bali szigetén Erwin Stresemann német ornitológus. A fajt 1912-ben írta le hivatalosan és külön nemet hozott létre a számára, a Leucospar nemet, melynek ma is ez az egyetlen képviselője. 
Azt hogy külön nembe tartozik a seregélyfélék családján belül egy szakértő sem vitatja, de rendszertani helyzete a családon belül nem teljesen tisztázott. Korábban a mejnókkal (Acridotheres) tartották közeli rokon fajnak. Az újabb kutatások szerint inkább a valódi seregélyek nemével (Sturnus) áll közelebbi rokonságban. Azok közül is elsősorban a pagodaseregély (Sturnus pagodarum) áll hozzá a legközelebb.

## Előfordulása
A Bali-seregély, mint neve is mutatja az Indonéziához tartozó Bali szigetén őshonos faj. Az egyetlen endemikus madárfaja a szigetnek. A szigeten rajta kívül egyetlen endemikus, csak ott előforduló állat élt, a bali tigris (Panthera tigris balica), mely azonban csak alfaj volt és 1937-re ki is halt végleg. A rendkívüli módon megritkult Bali-seregélyt 1991-ben a sziget állatvilágát jelölő szimbólummá választották.

## Megjelenése
Testhossza 25 centiméter. Tollazata jellegzetes, szinte teljesen hófehér, kivéve a szárnyevezők végét és a faroktollakat, melyek feketék. Csupaszarcbőre élénk kék színű. Szeme sötétbarna. Rövid csőre kékesszürke és sárga. Fején jellegzetes felmereszthető bóbita látható.

## Életmódja
A seregélyfélék többségéhez hasonlóan igen opportunista táplálkozású madárfaj. Elsősorban rovarokat fogyaszt, de magvakat és gyümölcsöket is megeszik.

## Szaporodása
Szaporodásáról a szabad természetben kevés adatot tudunk. Fogságban könnyen szaporodó faj. A költés kezdetekor a hím igen agresszív. A szabad természetben valószínűleg október és november hónapokban költ, fogságban eltérő időpontokban költhet, többnyire télen, de előfordul, hogy május és június között. Fészkét odvakba, sziklakibúvásokba építi, ágakból és tollal vagy finom fűvel béleli. A tojó 2-3 tojást rak.

## Természetvédelmi helyzete
A Bali-seregély ma egyike a leginkább veszélyeztetett madárfajoknak. Kis elterjedési területe miatt sosem éltek nagyobb állományai a szigeten.
Megritkulásának legfőbb oka az illegális vadbefogás. Ázsiában igen kedvelt kalitkamadár. A feketepiacon akár 2000 amerikai dollárt is adnak egyetlen egyedért. A faj ugyan a vadonélő állatok kereskedelmét szabályozó CITES első függelékének hatálya alá esik, vagyis mindennemű kereskedés tilos vele, Indonéziában nagy a korrupció és gyakran lehet hozzájutni egyedekhez.
Vadon Bali egyetlen pontján, a Bali Barat Nemzeti Parkban él még. Itt a 2001-es madárszámlálás során már csak 6 egyedet találtak. A 2004-es újraszámlálásnál 24 egyedre bukkantak, ami talán a populáció lassú növekedésére is utalhat, de lehet, hogy a korábbi számlálásnál egyszerűen nem vettek észre néhány madarat.
Fogságban állományai viszonylag nagyok. Felmerült már többször a fogságban nevelt egyedek visszavadításának gondolata, de ezidáig az élőhelyek védelmének hiányosságai és az állandóan meglevő illegális befogás miatt nem történtek kísérletek. Bali szigetének java része mezőgazdasági művelés alatt áll, így alkalmatlan a visszatelepítésre. A Bali Barat Nemzeti Park esetében félő, hogy a visszatelepített madarakat befognák, hogy Ázsia madárpiacain illegálisan eladják őket.

## A Bali-seregély fogságban
Összehangolt tenyésztéssel próbálják meg megmenteni a fajt a teljes kipusztulástól. Európában az Európai Állatkertek és Akváriumok Szövetsége felügyelete alá tartozó Európai Veszélyeztetett Fajok Programja (EEP) keretében tenyésztik a faj egyedeit.
A Bali-seregély fogságban elég jól szaporodó faj. Fogságban élő állományairól nincsenek jól dokumentált adatok. Ázsiában és talán az Egyesült Államokban is viszonylag sok illegálisan tartott egyed élhet. A bristoli állatkert becslései alapján a fogságban tartott egyedek száma úgy 900 példány körüli mennyiség lehet.
Európában szinte minden nagyobb állatkertben, ahol veszélyeztetett fajok tartásával foglalkoznak megtalálható. 
Magyarországon a Fővárosi Állat- és Növénykertben és a Nyíregyházi Állatparkban élnek Bali-seregélyek.

## Képek
|  |  |

## Fordítás
- Ez a szócikk részben vagy egészben  a   Balistar című német Wikipédia-szócikk ezen változatának fordításán alapul.  Az eredeti cikk szerkesztőit annak laptörténete sorolja fel. Ez a jelzés csupán a megfogalmazás eredetét és a szerzői jogokat jelzi, nem szolgál a cikkben szereplő információk forrásmegjelöléseként.